# Calceolaria undulata
Calceolaria undulata är en toffelblomsväxtart som beskrevs av George Bentham. Calceolaria undulata ingår i släktet toffelblommor, och familjen toffelblomsväxter. Inga underarter finns listade i Catalogue of Life.